# Xeque (título)

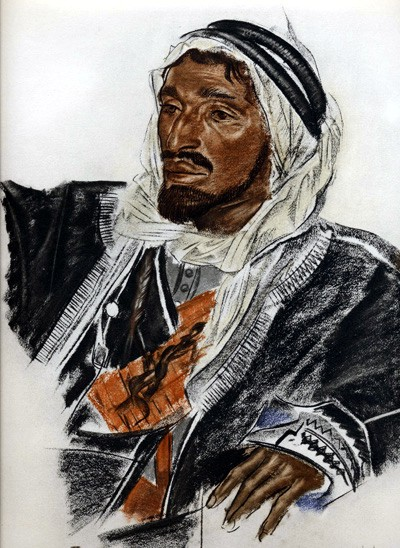
Imagem clássica de um xeque: Sattam de Haddadin de Palmira, pelo pintor russo Alexandre Jacovleff.

Xeique, xeque ou sheik (em árabe: شيخ; romaniz.: xāyẖ; "ancião; chefe, soberano") é um fórmula honorífica em língua árabe, com o significado de "líder" ou "governador". A forma feminina correspondente é sheikha, aportuguesada como xeica.
É comumente utilizado para designar o chefe de uma tribo que herda esse título de seu pai, ou um estudioso islâmico, que alcança esse título depois de se formar na escola básica islâmica.
Normalmente, uma pessoa é conhecida por xeique quando se especializou nos ensinamentos do Islão, podendo ter à sua responsabilidade os cuidados de uma mesquita, conduzir orações, realizar casamentos e outras funções. "Xeque", com este significado, é sinônimo de Alim, pl. Ulama (uma pessoa versada no Islã, um erudito).
Seu papel nas antigas tribos de beduínos era a de um líder espiritual-político e, em certos casos, militar (equivalente a um capelão).
No outro significado, refere-se a um membro da nobreza contemporânea do país (como que equivalente a um príncipe nas monarquias europeias). É o caso do Catar, cujos membros da família real são comumente referidos como xeiques e xeicas.